# ツィムシアン語
ツィムシアン語（ツィムシアンご、ツィムシアン語: Sm'algyax、英: Tsimshian）はツィムシアン語族に属す言語である。話者はカナダのブリティッシュコロンビア州北西部やアラスカ州南東部に居住するツィムシアン族の人々である。

## 言語名別称
- ツィムシア語
- ツィムシャン語
- ツィムシュ語
- チムシュ語
- 海岸ツィムシアン語
- Chimmezyan
- Maritime Tsimshianic
- Tsimpshean
- Zimshian

## 方言
- 海岸ツィムシアン方言 Coast Tsimshian (Sm’algyax / Sm'algyax)
- （古クレムトゥ方言） Southern Tsimshian (Sguxs, Old Klemtu)